# Nautilus macromphalus
Nautilus macromphalus är en bläckfiskart som beskrevs av Sowerby 1848. Nautilus macromphalus ingår i släktet Nautilus och familjen pärlbåtar. Inga underarter finns listade i Catalogue of Life.

## Bildgalleri

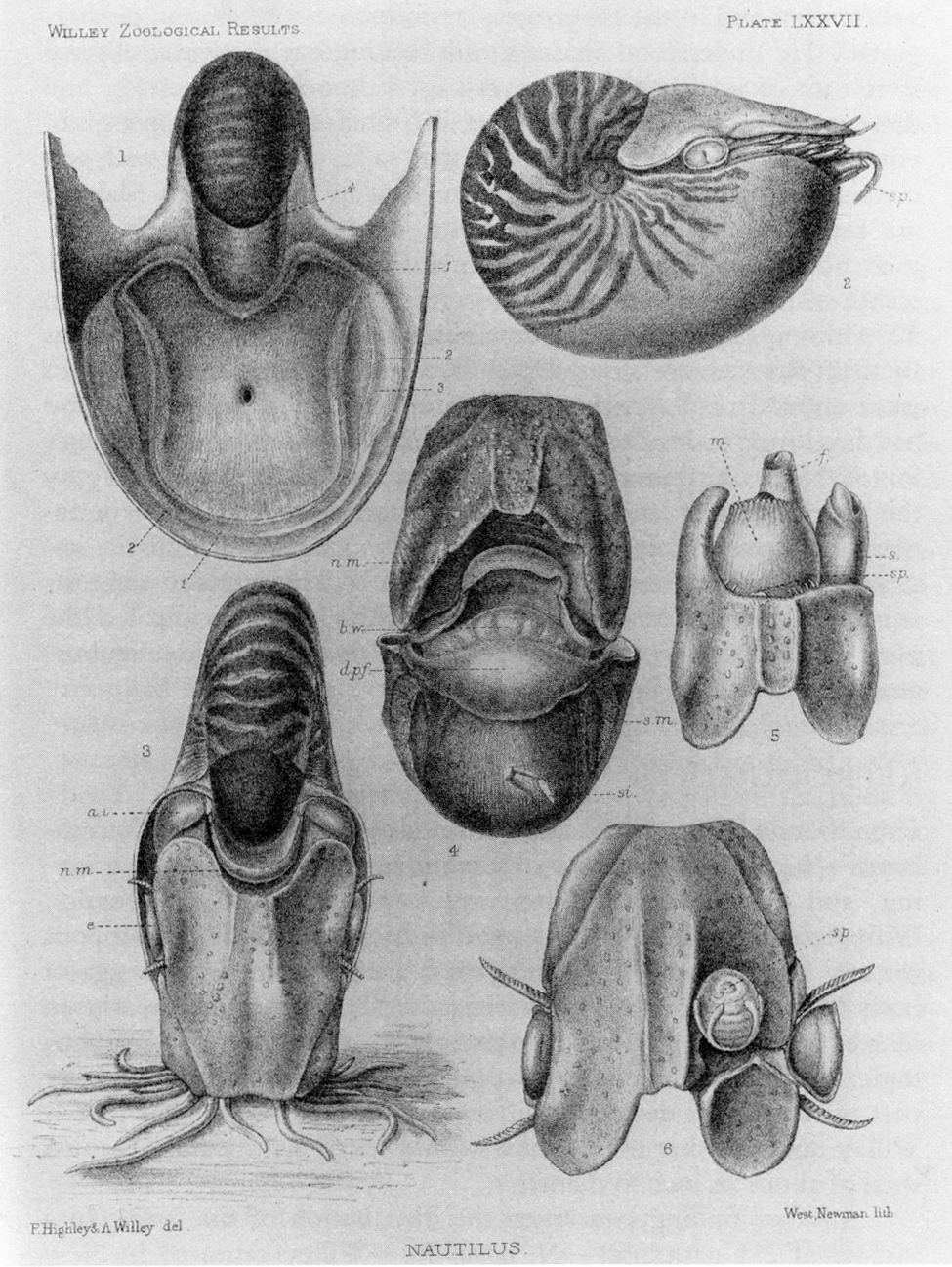
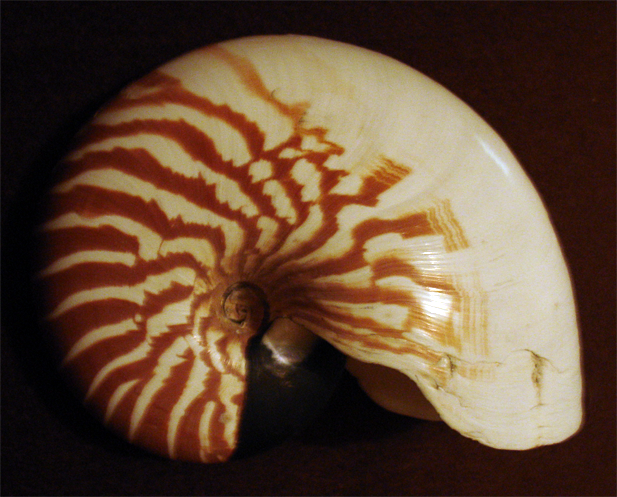
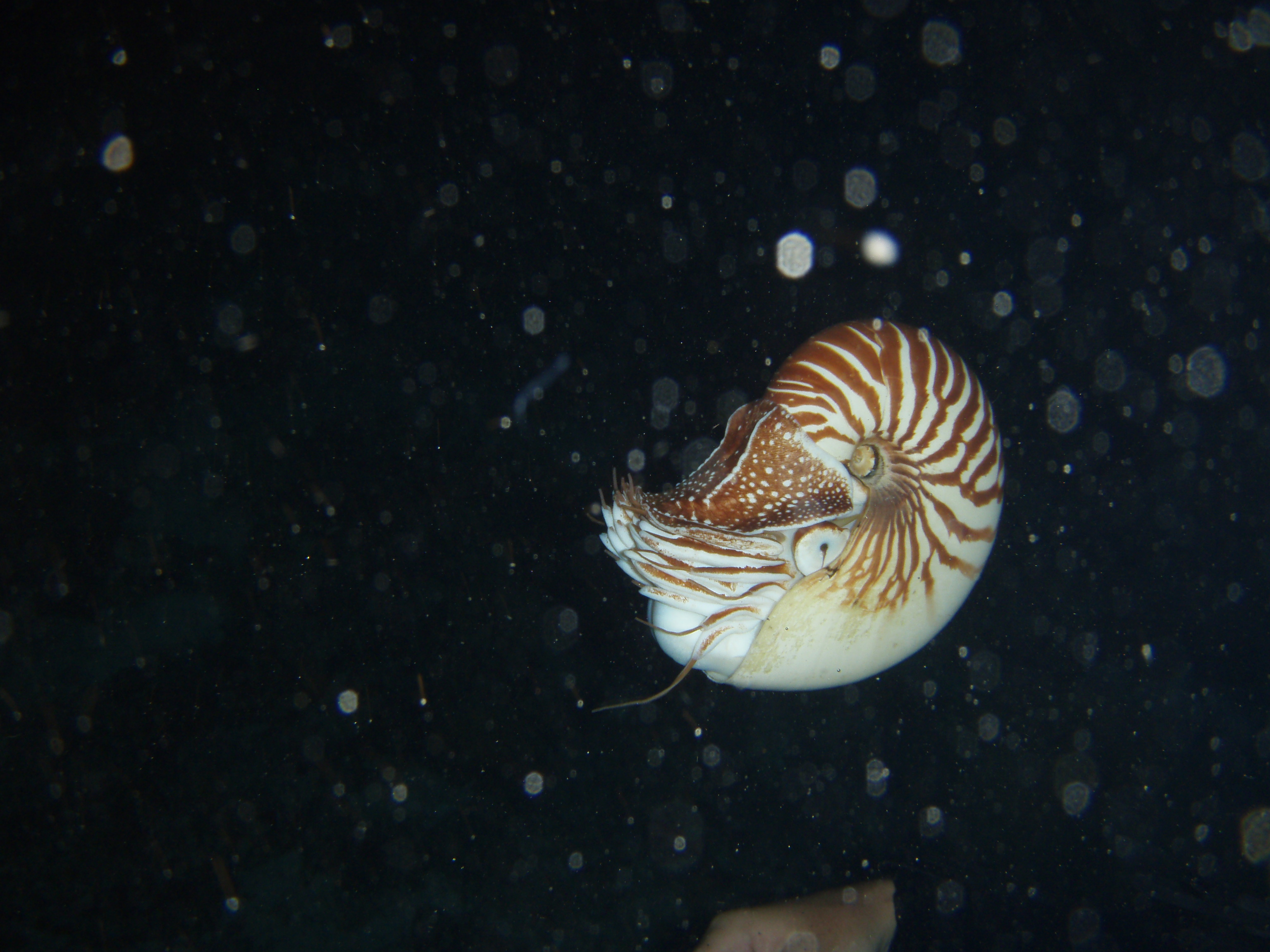
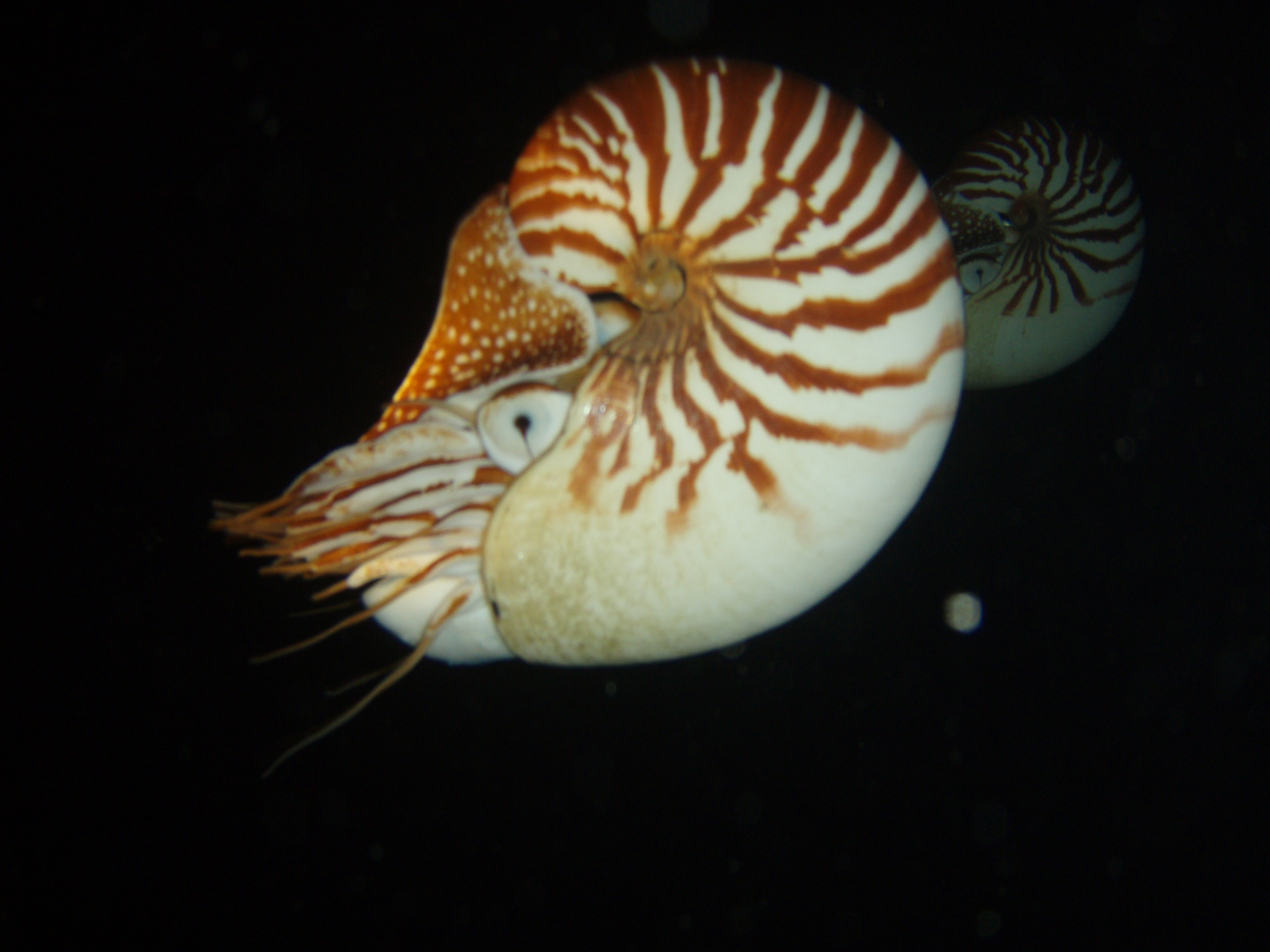
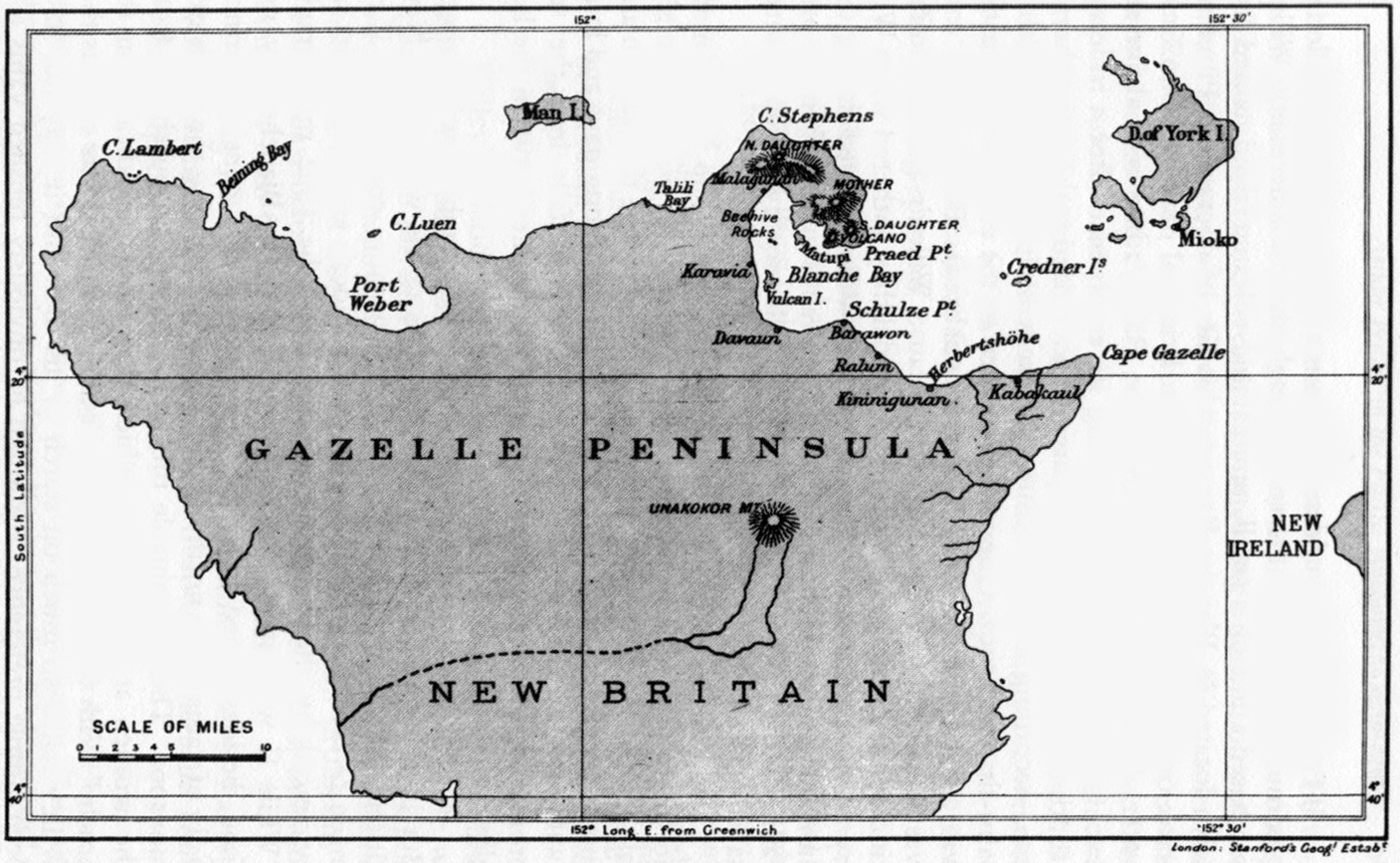